# Teenage Dirtbag
Teenage Dirtbag is een nummer van de Amerikaanse poprockband Wheatus. Het is de eerste single van hun titelloze debuutalbum uit 2001. Op 20 juni 2000 werd het nummer eerst in de VS en Canada op single uitgebracht. Op 29 januari 2001 volgden Europa, Australië en Nieuw-Zeeland.

## Achtergrond
"Teenage Dirtbag" vertelt het verhaal van het buitenbeentje van de klas die door het populairste meisje van de klas wordt meegevraagd naar een concert van Iron Maiden. De single flopte in thuisland de Verenigde Staten en in Canada, maar werd een grote hit in Europa en Oceanië.
In Australië en Oostenrijk bereikte de single de nummer 1-positie, in Nieuw-Zeeland de 27e, Duitsland en Ierland de 2e, Zwitserland en de Eurochart Hot 100 de 3e en in het Verenigd Koninkrijk de 2e positie in de UK Singles Chart.
In Nederland was de single in week 11 van 2001 de 417e Megahit op Radio 3FM en werd een radiohit. De single bereikte de 14e positie in de publieke hitlijst; de Mega Top 100 op Radio 3FM en de 13e positie in de "Nederlandse Top
40" op Radio 538.
In België bereikte de single de nummer 1-positie in de Vlaamse Ultratop 50, de 26e positie in de Vlaamse Radio 2 Top 30 en de 3e positie in Wallonië.
Op de radiozenders wordt doorgaans enkel de gecensureerde versie gedraaid. Zo zingt Wheatus: "Her boyfriend's a dick, he brings a gun to school!" In deze zin wordt het woord "gun" gecensureerd naar een scratchy toon.

## NPO Radio 2 Top 2000
| Nummer met noteringen in de NPO Radio 2 Top 2000 | '23  | '24  |
| ------------------------------------------------ | ---- | ---- |
| Teenage Dirtbag                                  | 1948 | 1766 |

1. ↑  Een vetgedrukt getal geeft de hoogste notering aan.
2. ↑  2023 was het eerste jaar met een notering voor dit nummer.